# Туркуэн-Сюд

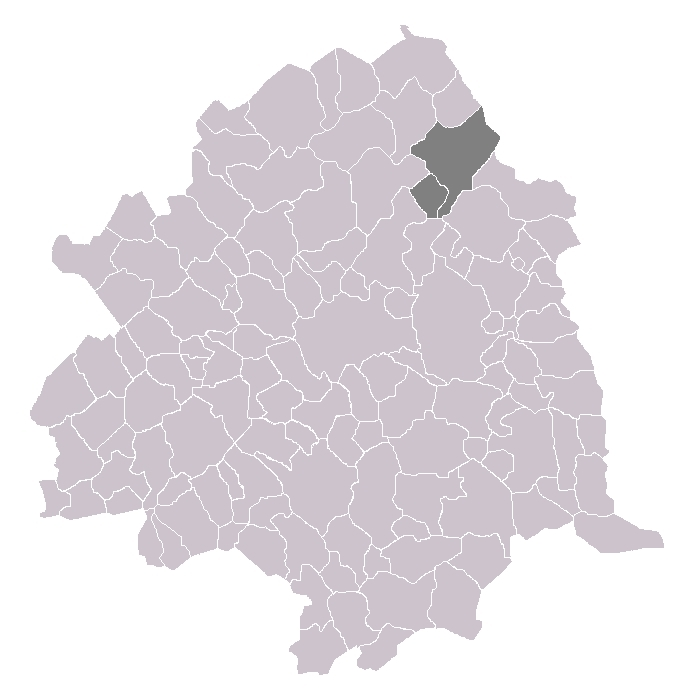
Кантон Туркуэн-Сюд в составе округа

Туркуэ́н-Сюд (фр. Tourcoing-Sud) — упраздненный кантон во Франции, регион Нор — Па-де-Кале, департамент Нор. Входил в состав округа Лилль.
В состав кантона входили коммуны (население по данным Национального института статистики за 2011 г.):
- Муво (13 477 чел.)
- Туркуэн (южные кварталы) (35 767 чел.)

## Политика
Жители кантона придерживались правых взглядов. На президентских выборах 2012 г. они отдали в 1-м туре Николя Саркози 32,1 % голосов против 25,5 % у Франсуа Олланда и 18,5 % у Марин Ле Пен, во 2-м туре в кантоне победил Саркози, получивший 54,4 % голосов (2007 г. 1 тур: Саркози - 38,1 %, Сеголен Руаяль - 22,8 %; 2 тур: Саркози - 59,5 %). На выборах в Национальное собрание в 2012 г. по 9-му избирательному округу департамента Нор жители кантона поддержали действующего депутата, члена Союза за народное движение Бернара Жерара, набравшего 41,1 % голосов в 1-м туре и 58,0 % - во 2-м туре . (2007 г. Бернар Жерар (СНД): 1-й тур: - 53,1 %). На региональных выборах 2010 года в 1-м туре победил список правых, собравший 32,3 % голосов против 26,0 % голосов списка социалистов. Во 2-м туре единый «левый список» с участием социалистов, коммунистов и «зелёных» во главе с Президентом регионального совета Нор-Па-де-Кале Даниэлем Першероном получил 42,7 % голосов, «правый» список во главе с сенатором Валери Летар занял второе место с 38,9 %, а Национальный фронт Марин Ле Пен с 18,3 % финишировал третьим.
|  | Кандидат       | Партия                    | % голосов |
|  | -------------- | ------------------------- | --------- |
|  | Брижитт Лербье | Союз за народное движение | 58,57     |
|  | Мариз Бримон   | Социалистическая партия   | 41,43     |